# Carena del Quer
La Carena del Quer és una serra situada entre els municipis de Rupit i Pruit i de Sant Hilari Sacalm a la comarca d'Osona, amb una elevació màxima de 732 metres.